# Finalul călătoriei (film din 2017)
Finalul călătoriei (în engleză Journey's End) este un film de război britanic din 2017, bazat pe piesa omonimă din 1928 a lui R. C. Sherriff. Scris de Simon Reade și regizat de Saul Dibb, a fost proiectat în secțiunea „Prezentări speciale” la Festivalul Internațional de Film de la Toronto din 2017.
Filmul este a cincea adaptare cinematografică a piesei, după Journey's End (1930), The Other Side (1931), Așii înălțimilor (1976) și Journey's End (filmul BBC TV din 1988).

## Rezumat
În timpul Primului Război Mondial, tânărul sublocotenent Raleigh este trimis în primele linii ale frontului în nordul Franței. El îi cere generalului Raleigh, unchiul său, să fie pus sub comanda căpitanului Stanhope al companiei C, un bărbat care era cu câțiva ani mai mare decât el la școală și care obișnuia să-și petreacă vacanțele cu Raleigh și sora sa Margaret.
Cu toate că era un lider remarcabil, care a câștigat Crucea Militară în Bătălia de pe Creasta Vimy, Stanhope s-a apucat să bea foarte mult pentru a uita de ororile războiului. Printre alți ofițeri ai companiei se numără amabilul locotenent secund Osborne, un bărbat în vârstă căruia îi place să fie numit „unchiul” de către toți colegii ofițeri, Trotter, de asemenea un bărbat mai în vârstă din clasa socială inferioară promovat pentru a compensa penuria și Hibbert ale cărui încercările de a scăpa din prima linie plângându-se de dureri de ochi sunt respinse cu furie de Stanhope. Ofițerii lucrează ca o echipă strânsă, așezându-se la o cină cu trei feluri de mâncare în fiecare seară (de fapt, orice supă, conserva de carne și conserve de fructe Mess Cook - în contrast cu mesele fine pe care ofițerii mai înalți în grad le mănâncă). Raleigh învață care sunt îndatoririle sale, efectuând inspecții frecvente ale tranșeelor, supraveghind dimineața paza șanțului în cazul unui atac în zori și aflând numele oamenilor săi.
În orice moment, germanii puteau lansa un atac în ceea ce va fi cunoscut sub numele de ofensiva germană de primăvară sau Kaiserschlacht. Comandantul batalionului îl informează pe Stanhope că un dezertor a dezvăluit că asaltul german este planificat pentru joi, 21 martie 1918. Pentru a obține informații noi pentru un brigadier care este în vizită la cină, comandantul batalionului îi ordonă lui Stanhope să trimită pe doi dintre ofițerii săi și zece oameni într-un raid în timpul zilei pe pământul nimănui pentru a captura unul sau mai mulți prizonieri germani. Ofițerii aleși sunt locotenentul de încredere Osborne și sublocotenentul Raleigh. Doar patru bărbați și Raleigh se întorc în viață, cu un prizonier, dezvăluind că germanii de vizavi sunt o unitate din Württemberg.
Stanhope este absolut devastat de moartea lui Osborne și bea și mai mult, culminând cu o altercație fizică cu Raleigh.
Pe 21 martie, toți bărbații sunt la datorie, când începe bombardamentul. Soldații britanici abia pot vedea sau ține armele prin tot praful și resturile din jur. Raleigh este grav rănit la spate. Stanhope îl întinde pe un pat în adăpostul ofițerilor. El îl mângâie pe muribund și îl acoperă cu o pătură pe Raleigh care se plânge că îi este „prea frig” după care își dă ultima suflare. Stanhope iese șocat în timp ce artileria provoacă panică în jurul lui.
A doua zi, germanii, echipați cu măști de gaze, sunt văzuți cercetând tranșeele capturate, în timp ce trupurile britanicilor morți și nemișcați sunt împrăștiate peste tot. Între timp, acasă, Margaret primește în sfârșit o scrisoare de la fratele ei, trimisă imediat după sosirea sa pe front.

## Distribuție
- Asa Butterfield – Second Lieutenant Raleigh
- Sam Claflin – Captain Stanhope
- Paul Bettany – Lieutenant 'Uncle' Osborne
- Tom Sturridge – Second Lieutenant Hibbert
- Toby Jones – Private Mason (The Cook)
- Stephen Graham – Second Lieutenant Trotter
- Robert Glenister – The Colonel
- Andy Gathergood – The Sergeant-Major of C-Company
- Miles Jupp – Captain Hardy
- Jack Holden – Bert Turner (Cook's helper)
- Eirik Bar – Soldat Ernst Schäfer (prizonier german)